# Les collines (Never Leave You)
Les collines (Never Leave You) è un singolo della cantante pop francese Alizée, pubblicato l'8 marzo 2010 dall'etichetta discografica RCA. Il singolo è stato diffuso in formato digitale anche in Italia sul negozio online iTunes.
La canzone, scritta da Angy Laperdrix, Guillaume de Maria, Julien Galinier e Raphael Vialla, è stata estratta come primo singolo dal quarto album di inediti della cantante, Une enfant du siècle.

## Tracce
Promo - Digital (RCA - (Sony)
1. Les collines (Never Leave You) - 3:44